# Silo de Santa Cruz
El silo de Santa Cruz es un silo de grano situado en el municipio español de Córdoba, en la provincia homónima. Las instalaciones se encuentran ubicadas en la barriada periférica de Santa Cruz.

## Historia
Su construcción fue promovida por el Servicio Nacional de Productos Agrarios (SENPA), heredero del antiguo Servicio Nacional del Trigo que había operado durante el régimen franquista. La unidad entró en servicio en 1983, contando con una capacidad de almacenamiento de 7.000 toneladas. Tras la caída en desuso del silo de Córdoba, hacia finales del siglo XX, la actividad agraria se concentraría en otras instalaciones similares de la provincia, como fue el silo de Santa Cruz.